# 정길자
정길자(鄭吉子, 1948년~ )는 한국의 요리 연구가이자 교육자이다. 수도여자고등학교와 한양대학교 가정학과를 졸업했고, 궁중음식연구원 교수로 재직하고 있다.
2007년 중요무형문화재 제38호 조선 왕조 궁중병과 기능보유자로 지정되었다.

## 저서
- 《황혜성, 한복려, 정길자의 대를 이은 조선왕조 궁중음식》 궁중음식연구원. 2003.
- 《쉽게 맛있게 아름답게 만드는 한과》 한복려.정길자.한복진 공저. 궁중음식연구원 2005.
- 《고종 정해년 진찬의궤》 이효지.한복려.정길자 공저. 한국문화재보호재단 2009